# Zviad Gamsakhurdia
Zviad Gamsakhurdia  (tiếng Gruzia: ზვიად გამსახურდია, (31 tháng 3 năm 1939 — 31 tháng 12 năm 1993) là một nhà văn, nhà khoa học, nhà bất đống chính kiến đã là tổng thống Gruzia được bầu cử một cách dân chủ thời kỳ hậu Liên Xô.
Ngày 9 tháng 4 năm 1991, một thời gian ngắn trước khi Liên bang Xô viết tan rã, Gruzia tuyên bố độc lập. Ngày 26 tháng 5 năm 1991, Zviad Gamsakhurdia được bầu làm tổng thống đầu tiên của Gruzia. Tuy nhiên Gamsakhurdia nhanh chóng bị hạ bệ sau một cuộc đảo chính đẫm máu, từ ngày 22 tháng 12 năm 1991 tới ngày 6 tháng 1 năm 1992. Cuộc đảo chính bị điều xúi giục bởi một nhóm Vệ binh quốc gia và một tổ chức bán quân sự được gọi là "Mkhedrioni". Đất nước rơi vào một cuộc nội chiến đau đớn và chỉ kết thúc vào năm 1995. Eduard Shevardnadze quay trở lại Gruzia năm 1992 và gia nhập giới lãnh đạo đảo chính — Kitovani và Ioseliani — lãnh đạo một chế độ tam đầu được gọi là "Hội đồng Nhà nước".

## Bài viết báo
- "Soviets Release Penitent Dissident" — The Washington Post, ngày 30 tháng 6 năm 1979
- "New Leaders Show Their Old Habits; Georgia, Some Other Soviet Republics Cling to Authoritarian Ways" — The Washington Post, ngày 18 tháng 9 năm 1991
- (tiếng Nga) "Russki Curier", Paris, September 1991.
- (tiếng Phần Lan) Aila Niinimaa-Keppo. "Shevardnadzen valhe" ("The Lie of Shevardnadze"), Helsinki, 1992.
- (tiếng Đức) Johann-Michael Ginther, "About the Putch in Georgia" — Zeitgeschehen – Der Pressespiegel (Sammatz, Germany), No 14, 1992.
- "Repression Follows Putsch in Georgia!" — "Human Rights Worldwide", Frankfurt/M., No 2 (Vol. 2), 1992.
- (tiếng Phần Lan) "Purges, tortures, arson, murders..." — Iltalehti (Finland), ngày 2 tháng 4 năm 1992.
- (tiếng Phần Lan) "Entinen Neuvostoliito". Edited by Antero Leitzinger. Publishing House "Painosampo", Helsinki, 1992, các trang 114–115. ISBN 952-9752-00-8.
- "Attempted Coup Blitzed in Georgia; Two Killed" — Chicago Sun-Times, ngày 25 tháng 6 năm 1992.
- "Moskovskie Novosti" ("The Moscow News"), ngày 15 tháng 12 năm 1992.
- (tiếng Gruzia) "Iberia-Spektri", Tbilisi, December 15–21, 1992.
- J. "Soviet Analyst". Vol. 21, No: 9-10, London, 1993, các trang 15–31.
- Otto von Habsburg.- ABC (Spain). ngày 24 tháng 11 năm 1993.
- Robert W. Lee. "Dubious Reforms in Former USSR".- The New American, Vol. 9, No 2, 1993.
- (tiếng Anh)/(tiếng Gruzia) "Gushagi" (Journal of Georgian political émigrés), Paris, No 1/31, 1994. OCLC 54453360.
- Mark Almond. "The West Underwrites Russian Imperialism" — The Wall Street Journal, European Edition, ngày 7 tháng 2 năm 1994.
- "Schwer verletzte Menschenrechte in Georgien" — Neue Zürcher Zeitung. ngày 19 tháng 8 năm 1994.
- "Intrigue Marks Alleged Death Of Georgia's Deposed Leader" — The Wall Street Journal. ngày 6 tháng 1 năm 1994
- "Georgians dispute reports of rebel leader's suicide" — The Guardian (UK). ngày 6 tháng 1 năm 1994
- "Ousted Georgia Leader a Suicide, His Wife Says" — Los Angeles Times. ngày 6 tháng 1 năm 1994
- "Eyewitness: Gamsakhurdia's body tells of bitter end" — The Guardian (UK). ngày 18 tháng 2 năm 1994.
- (tiếng Đức) Konstantin Gamsachurdia: "Swiad Gamsachurdia: Dissident — Präsident — Märtyrer", Perseus-Verlag, Basel, 1995, 150 các trang ISBN 3-907564-19-7.
- Robert W. Lee. "The "Former" Soviet Bloc." — The New American, Vol. 11, No 19, 1995.
- "CAUCASUS and unholy alliance." Edited by Antero Leitzinger. ISBN 952-9752-16-4. Publishing House "Kirja-Leitzinger" (Leitzinger Books), Vantaa (Finland), 1997, 348 pp.
- (tiếng Hà Lan) "GEORGIE — 1997" (Report of the Netherlands Helsinki Union/NHU), s-Hertogenbosch (The Netherlands), 1997, 64 pp.
- "Insider Report" — The New American, Vol. 13, No 4, 1997.
- Levan Urushadze. "The role of Russia in the Ethnic Conflicts in the Caucasus."- CAUCASUS: War and Peace. Edited by Mehmet Tutuncu, Haarlem (The Netherlands), 1998, 224 pp. ISBN 90-901112-5-5.
- "Insider Report" — The New American, Vol. 15, No 20, 1999.
- "Gushagi", Paris, No 2/32, 1999. OCLC 54453360.
- (tiếng Hà Lan) Bas van der Plas. "GEORGIE: Traditie en tragedie in de Kaukasus." Publishing House "Papieren Tijger", Nijmegen (The Netherlands), 2000, 114 pp. ISBN 90-6728-114-X.
- (tiếng Anh) Levan Urushadze. "About the history of Russian policy in the Caucasus."- IACERHRG's Yearbook — 2000, Tbilisi, 2001, pp. 64–73.